# Gonohe, Aomori
Gonohe (五戸町 Gonohe-machi) là thị trấn thuộc huyện Sannohe, tỉnh Aomori, Nhật Bản. Tính đến ngày 1 tháng 10 năm 2020, dân số ước tính thị trấn là 16.042 người và mật độ dân số là 90 người/km2. Tổng diện tích thị trấn là 177,67 km2.